# AQUOS sense8
AQUOS sense8 （アクオス センスエイト）は、シャープが開発したAndroid搭載のスマートフォン。2023年10月3日に発売された。

## 概要
シャープは発表会にて、日本に加え、台湾とインドネシアでも展開する。シャープの発表会では、「日本のスタンダード市場できっちり戦っていける商品であれば、世界でも通用する可能性がある。」と語った。

## 仕様
画面サイズは6.1インチで、SoCにはクアルコムのSnapdragon 6 Gen 1を採用。